# Sudan na Letnich Igrzyskach Olimpijskich 1992
Sudan na Letnich Igrzyskach Olimpijskich 1992 reprezentowało 6 zawodników (sami mężczyźni). Był to 6 start reprezentacji Sudanu na letnich igrzyskach olimpijskich.

## Skład kadry

### Judo
Mężczyźni
- Awad Mahmoud - waga do 71 kg - 34. miejsce,
- Hamid Fadul - waga do 78 kg - 17. miejsce,

### Lekkoatletyka
Mężczyźni
- Adam Hassan Sakak

bieg na 100 m - odpadł w eliminacjach,
bieg na 200 m - odpadł w eliminacjach,
- Stephen Lugor - bieg na 400 m - odpadł w eliminacjach,
- Khaled Ahmed Musa - skok w dal - 42. miejsce,

### Podnoszenie ciężarów
Mężczyźni
- Mubarak Fadl El-Moula - waga do 75 kg - nie sklasyfikowany (nie zaliczył żadnej próby w podrzucie),